# Die Befreiung Petri
Die Befreiung Petri ist der Titel eines Gemäldes des niederländischen Malers Gerard van Honthorst aus den Jahren von 1616 bis 1618, das der Künstler in Rom schuf. Es schildert eine Szene aus der Apostelgeschichte (Apg 12,6–7 ), in der ein Engel den befreiten Petrus auffordert, seinen Kerker zu verlassen. Das Bild gehört seit 1815 zum Bestand der heutigen Berliner Gemäldegalerie und wird in den Räumen der Galerie im Berliner Kulturforum ausgestellt.

## Bildinhalt und Deutung
Die Szene stellt den Moment dar, in dem der Engel den überraschten Petrus auf seine Befreiung hinweist. Durch die von dem Engel geöffnete Kerkertür fällt ein helles Licht auf das Gesicht des überraschten Petrus. Honthorst reduziert in diesem Bild die Szene auf die Worte Stehe behände auf! und hat damit ein konzentriertes Meisterwerk geschaffen, das einerseits durch eine virtuose Lichtführung, andererseits durch die intensive Körpersprache der beiden Figuren herausragt. Van Honthorst ging nach Rom, als der Stil Caravaggios seinen Höhepunkt erreicht hatte und er damit den Manierismus seiner Heimat überwand. Das Bild wurde als Meisterwerk anerkannt und mehrfach kopiert. So besitzt das Dresdner Kupferstichkabinett eine Zeichnung, die ursprünglich als eigenhändige Vorstudie von Honthorst galt, nun aber Abraham Bloemaert zugeschrieben wird.

## Provenienz
In Auftrag gegeben wurde das Gemälde von dem Marchese Vincenzo Giustiniani, einem kenntnisreichen Sammler, der den Caravaggismus förderte. In den Bestand der damals königlichen preußischen Gemäldegalerie gelangte Honthorsts Bild im Jahre 1815 aus Giustinianis Sammlung.